# Соломинка, уголёк и боб
«Соломинка, уголёк и боб» (нем. Strohhalm, Kohle und Bohne) — сказка братьев Гримм, представляющая собой короткий фарс, предысторию происхождения чёрного пояска на бобах. По системе классификации сказочных сюжетов Aарне-Томпсона, имеет номер 295.

## Сюжет
В одной деревне бедная старуха решает сварить бобы. При этом из её рук выскальзывает соломинка, вываливается один боб, а из печи выпрыгивает горячий уголёк. Счастливо избежав гибели в огне и подружившись, они решают отправиться в чужедальнюю страну на постоянное место жительства. Когда по пути друзьям встречается ручеёк, то длинная соломинка ложится поперёк, чтобы остальным можно было переправиться на другой берег. Но уголёк, дойдя до середины соломинки, вдруг испугался журчащей воды, и, замерев на месте, поджёг соломинку, из-за чего и сам свалился в воду. Боб это происшествие так позабавило, что он лопнул со смеху. Отдыхавший у ручья портной сжалился над ним и сшил две бобовых половинки, но так как у портного имелись только чёрные нитки, то и стежки получились чёрными. С той поры у всех бобов посредине виден чёрный шов.

## Происхождение и варианты сюжета
Истоки сказки восходят к довольно раннему периоду, возможно, ко времени античности. Её версия на латыни была записана в 1548 году. Вильгельм Гримм, вероятно, услышал сказку в 1808 году от Доротеи Вильд в Касселе.
Сюжет схож с русской народной сказкой «Пузырь, соломинка и лапоть», с той разницей, что в последней все герои погибают. Сказка Николая Вагнера «Курилка» имеет аналогичный сюжет.

## Интерпретации
Психоаналитик Мария-Луиза фон Франц посвятила рассмотрению этой сказки, единственной выбранной ею из сборника братьев Гримм, одну из глав своей книги «Архетипические паттерны в волшебных сказках». Согласно данной интерпретации, основанной на античном и средневековом символизме, соломинка, уголёк и боб выступают как персонажи, связанные с потусторонним миром. Соломинка воплощает собой пустое человеческое мудрствование. Она хвастлива, но никогда не в состоянии исполнить желаемое. Негативную символику имеет и чёрный уголь, а поскольку он сгорал медленно и тлел изнутри, то символизировал гневливую человеческую страстность. Бобы имели отношение к предсказанию судьбы, бобами, по общеевропейским преданиям, могли питаться не только живые, но и мёртвые. Помимо этого бобы символизировали сексуальную чувственность, но могли прорасти, став связующим звеном между земным и небесным. Неудачная попытка перейти на иной уровень, переправившись через ручеёк, в контексте взаимодействия сознательного и бессознательного, отчасти интерпретируется как обречённое на провал использование незрелой фантазии, выдаваемое за зачатки творчества.